# Ville de Marseille (1812)
Le Ville de Marseille est un navire de la classe Téméraire construit en 1812.

## Historique
En 1830, il participe à l'expédition d'Alger puis au combat du Tage sous les ordres du contre-amiral Albin Roussin.
En 1833, ce navire est commandé par l'amiral Lalande avec pour aide de camp l'enseigne Jurien de la Gravière. 
Ensuite ce navire prend part à la guerre de Crimée ainsi qu'au siège de Sébastopol.